# Gabriel Péri

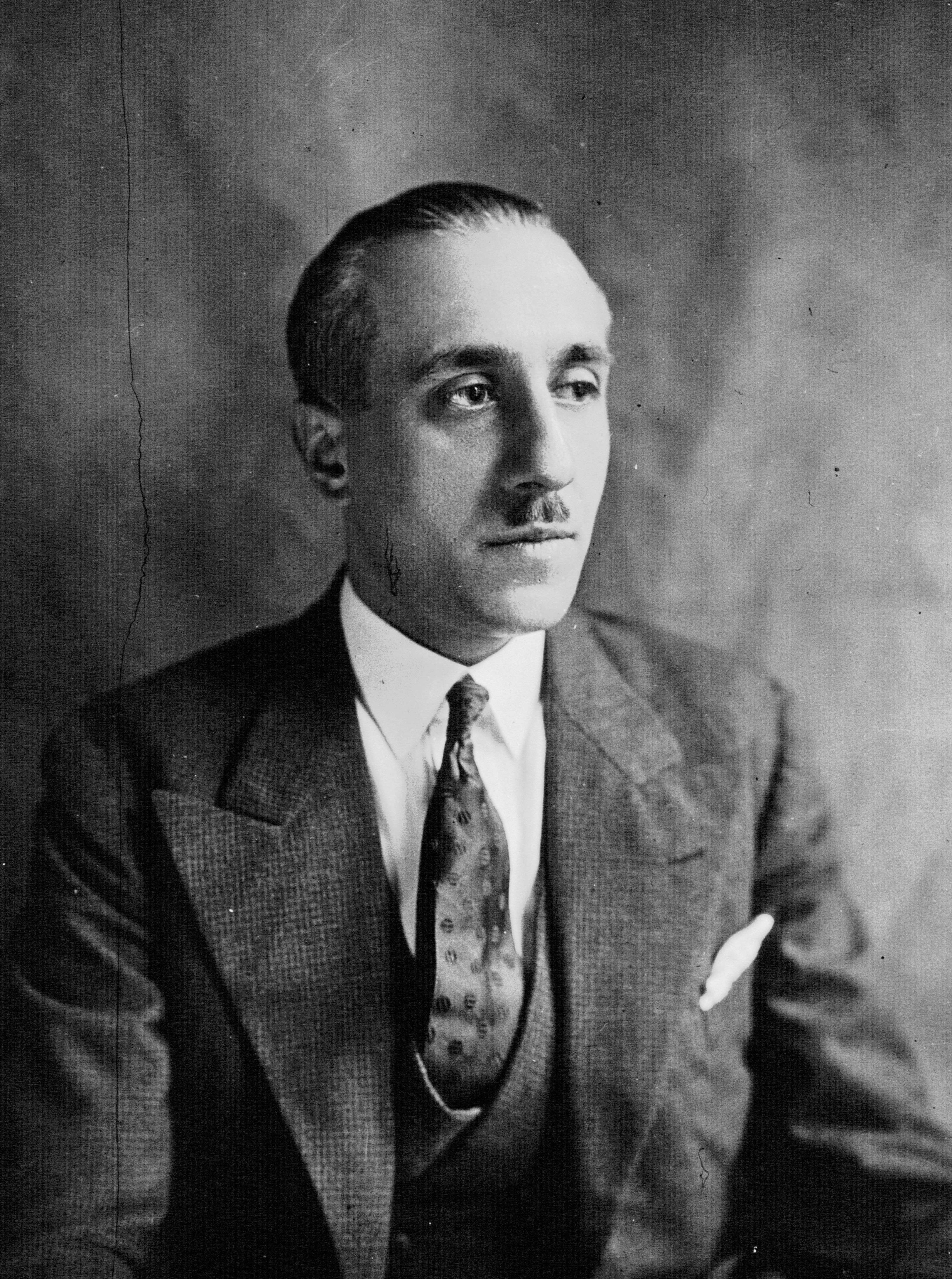
Gabriel Péri (1932)

Gabriel Péri (* 9. Februar 1902 in Toulon; † 15. Dezember 1941 in Suresnes bei Paris auf dem Mont Valérien) war ein französischer Kommunist, Journalist und Politiker.

## Leben
Péri wuchs in einer korsischen Familie von Seeleuten und Beamten auf. Schon als Abiturient erhielt er auf seine Bewerbung den Posten eines Sekretärs beim Verwaltungsrat eines Unternehmens für Seefahrt und Schiffbau.
1919 nahm er an einer Kundgebung zum 1. Mai teil und wurde Anhänger der Sozialistischen Partei. Er schrieb Berichte für Zeitungen in Aix-en-Provence und Marseille, Artikel u. a. für Avant-Garde, das Organ der Jung-Kommunisten, und er setzte sich für den Anschluss der Sozialistischen Partei an die Kommunistische Internationale (KI) ein. Im Frühjahr 1921 erfolgte eine erste Verhaftung und Verurteilung zu einer politischen Gefängnisstrafe. 1922 wurde er zum Sekretär des Kommunistischen Jugendverbandes gewählt. 1923 wurde er erneut wegen Verschwörung gegen die Staatssicherheit verhaftet, trat im Gefängnis La Santé in den Hungerstreik und wurde im Krankenhaus Cochin zwangsweise ernährt. Die nächste politische Gefängnisstrafe erfolgte sechs Jahre später. Von 1924 an war er Mitglied des Zentralkomitees (ZK) der Parti communiste français (PCF) und Chef des außenpolitischen Dienstes der Zeitschrift L’Humanité. Von 1925 bis 1939 nahm er an fast allen größeren internationalen Konferenzen teil und kam in Verbindung mit zahlreichen Staatschefs, Parteiführern und intellektuellen Kreisen. In seinen politischen Artikeln warnte er vor faschistischen Kriegshetzern in Deutschland, Italien und Japan. Ab 1932 war er Abgeordneter von Argenteuil. In der französischen Nationalversammlung debattierte er vor allem über außenpolitische Fragen. 1936 wurde er Vizepräsident der Kommission für auswärtige Angelegenheiten, vertrat dort eine patriotische Haltung und beeinflusste die Haltung des ZK der PCF zur französischen Außenpolitik. Mit Kriegsbeginn entzog er sich seiner Verhaftung durch den Gang in die Illegalität.
Nach der Niederlage Frankreichs 1940 und während der deutschen Besatzung schrieb er im Untergrund Bücher und Broschüren, die die Mobilisierung der öffentlichen Meinung gegen Hitler beeinflussten. Gabriel Péri wurde schließlich am 18. Mai 1941 verhaftet und schrieb im Gefängnis sein Tagebuch mit dem Wissen, „dass er nicht Richtern gegenüber steht, sondern Mördern“. Zuerst bot ihm die Gestapo im November 1941 an, seine Heimat und seine Überzeugung zu verleugnen, und später, im Dezember, die PCF zu verraten. In seinem Abschiedsbrief schrieb er: „Meine Freunde mögen wissen, dass ich dem Ideal meines Lebens treu geblieben bin, meine Kameraden mögen wissen, dass ich sterben werde, damit Frankreich lebe. Ich gehe zum letzten mal an die Prüfung meines Gewissens. Sie sieht gut aus. Ich würde den gleichen Weg beschreiten, wenn ich mein Leben noch einmal zu leben hätte ... Ich fühle mich stark, dem Tod ins Angesicht zu schauen. Lebt wohl! Es lebe Frankreich!“ Am 15. Dezember 1941 wurde Gabriel Péri hingerichtet.

## Ehrungen
Mehrere französische Dichter verfassten ihm zu Ehren Nachrufe. So etwa Paul Éluard (1895–1952) im Jahr 1944 oder auch Louis Aragon mit einer Hommage mit zwei Gedichten (1943): La rose et le réséda und Celui qui chanta dans les supplices. 2009 wurde in Lyon die Metrostation Guillotière in  Guillotière - Gabriel Péri umbenannt.

## Schriften
- Non, le nazisme, ce n’est pas le socialisme ! (1941)
- Les lendemains qui chantent ist der Titel seiner posthum im Jahr 1947 veröffentlichten Autobiographie.